# Båtöharun
Båtöhuran is een Zweeds eiland behorend tot de Lule-archipel. Het eiland ligt aan de oostgrens van de Archipel, nabij de grens met de Kalix-archipel. Het eiland heeft geen oeververbinding en is nagenoeg onbebouwd. Het steekt ongeveer 20 meter boven de zeespiegel uit. Het eiland wordt omringd door een vijftal kleinere eilanden : Skagerören, Husören, Kastören, Båtöklubben en Nätigrundet